# Элсмир (остров)
Э́лсмир (ранее в русскоязычных источниках Земля Эллесмера, Земля Элсмира, Земля Эльсмира; англ. Ellesmere Island, фр. Île d'Ellesmere, инуктитут ᐊᐅᓱᐃᑦᑑᑉ ᕿᑭᖅᑖᓗᐊ Umingmak Nuna — «земля овцебыков») — самый северный канадский остров, относящийся к региону Кикиктани территории Нунавут (Канадский Арктический архипелаг), к востоку от острова Аксель-Хейберг. Входит в состав Островов Королевы Елизаветы. На востоке от острова проходит граница Канады с Гренландией.
На территории острова неоднократно находили следы доисторических животных.

## География

Элсмир в Канадском Арктическом архипелаге

Элсмир, административно относящийся к канадской территории Нунавут, отделён от Гренландии на западе бассейном Кейна и проливом Кеннеди, а от острова Девон на юге — проливом Джонс. На западе остров Аксель-Хейберг отделяют от Элсмира проливы Амундсена и Юри́ка.
Длина острова с севера на юг приблизительно 800 км, ширина около 500 км. Площадь острова составляет 196 236 км², это третий по площади остров Канады и десятый в мире. Общая длина береговой линии 10 748 км. Всё побережье острова изрезано длинными фьордами, которые разделяют остров на несколько обособленных частей — земель (Гранта, Гриннелла, Свердрупа, Элсмир). На севере береговую линию удлиняют шельфовые ледники — массивные ледяные поля толщиной до 60 м, уходящие в море на расстояние до 18 км. В других частях острова берега крутые, местами образующие скалистые стены высотой свыше 2 км. Мыс Колумбия является самой северной точкой Канады.

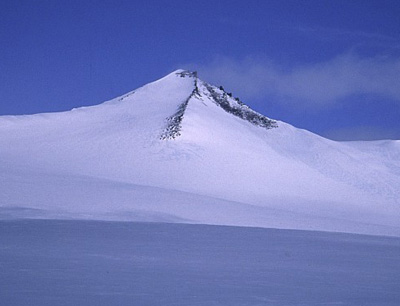
Барбо-Пик

Бо́льшая часть Элсмира покрыта горами, которые пересекают три прохода-перевала, протянувшихся с запада на восток. Часть горных хребтов покрыта ледовыми шапками, с которых к морю сползают ледники. В северной части Элсмира в качестве господствующих высот выступают горы Земли Гранта — цепь острых пиков, сложенных осадочными породами возрастом около 100 тыс. лет и покрытых ледяной шапкой толщиной до 900 м. Характерная особенность ландшафта — нунатаки, голые вершины, пробивающиеся сквозь толщу льда и снега. Высочайшая точка острова — Барбо-Пик (2616 м над уровнем моря) — также является высшей точкой всей восточной части Северной Америки. Южнее рельеф понижается, образуя плато Хейзен, на котором главенствует одноимённое озеро — самое крупное в Заполярье. В центральной части Элсмира гористый Пояс Форда достигает высот 2000 м.
Юго-восточная оконечность острова представляет собой самую северную часть докембрийского Канадского щита. Эта часть Элсмира тоже изобилует горами, накрытыми ледяной шапкой, с нунатаками высотой до 2200 м. Ледяная шапка, протянувшаяся до южного и восточного побережья, порождает многочисленные айсберги, затем дрейфующие в море Баффина. Остров Пим у восточного побережья недалеко от залива Фрам — самый крупный свободный ото льда участок местности в этом районе. Южная часть острова к западу от Канадского щита представляет собой сформированное палеозойскими породами плато, пересекаемое глубокими долинами. В центре плато расположена ещё одна большая ледяная шапка, а две шапки меньшего размера находятся на его западе и востоке.
13 августа 2005 года от расположенного неподалёку от Элсмира шельфового ледника Айлс (англ. Ayles Ice Shelf) в процессе скола отделилась глыба льда, которая обрушилась в Северный Ледовитый океан. После этого шельфовый ледник практически перестал существовать. Процесс исследования и восстановления учёными хронологии развития событий, повлёкших скол, занял около шестнадцати месяцев. Значительные части шельфовых ледников Айлс, Маркхем, Уорд-Хант и Серсон откололись в виде айсбергов летом 2008 года.
На острове найдены месторождения нефти, а в 2012 году компания Canada Coal начала разведку больших запасов каменного угля, также обнаруженных на Элсмире.

### Климат
Климат острова полярный арктический. Большую часть года окружающие воды покрыты льдом. Среднегодовые температуры на большей части острова колеблются между −16 °С и −16,5 °С. Летом средняя температура около нуля, зимой от −28 °С до −30 °С. В районе ледяных шапок температуры ниже — среднегодовая −18,5 °С, летняя −2 °С и зимняя от −30 °С до −35 °С. Продолжительность полярной ночи и дня составляет примерно по пять месяцев.
В центральных районах острова в год выпадает от 50 до 150 мм осадков, на западном и восточном побережье — от 100 до 200, в районе ледяных шапок — до 300. Снеговой покров очень тонок. Холод затрудняет испарение влаги, в результате на острове низкая влажность и мало осадков.

## Растительность и животный мир
Растительность арктических пустынь и тундр. Значительная часть острова входит в североамериканский экорегион заполярной тундры (High Arctic tundra) по классификации Всемирного фонда дикой природы.
Хотя летом большая часть острова освобождается ото льда, этого недостаточно для произрастания древесной растительности, так как за короткое и прохладное лето земля оттаивает всего на несколько сантиметров. Растительность на острове представлена очагами, в местах, защищённых от ветра, произрастают голостебельные маки и другие виды травянистых растений.

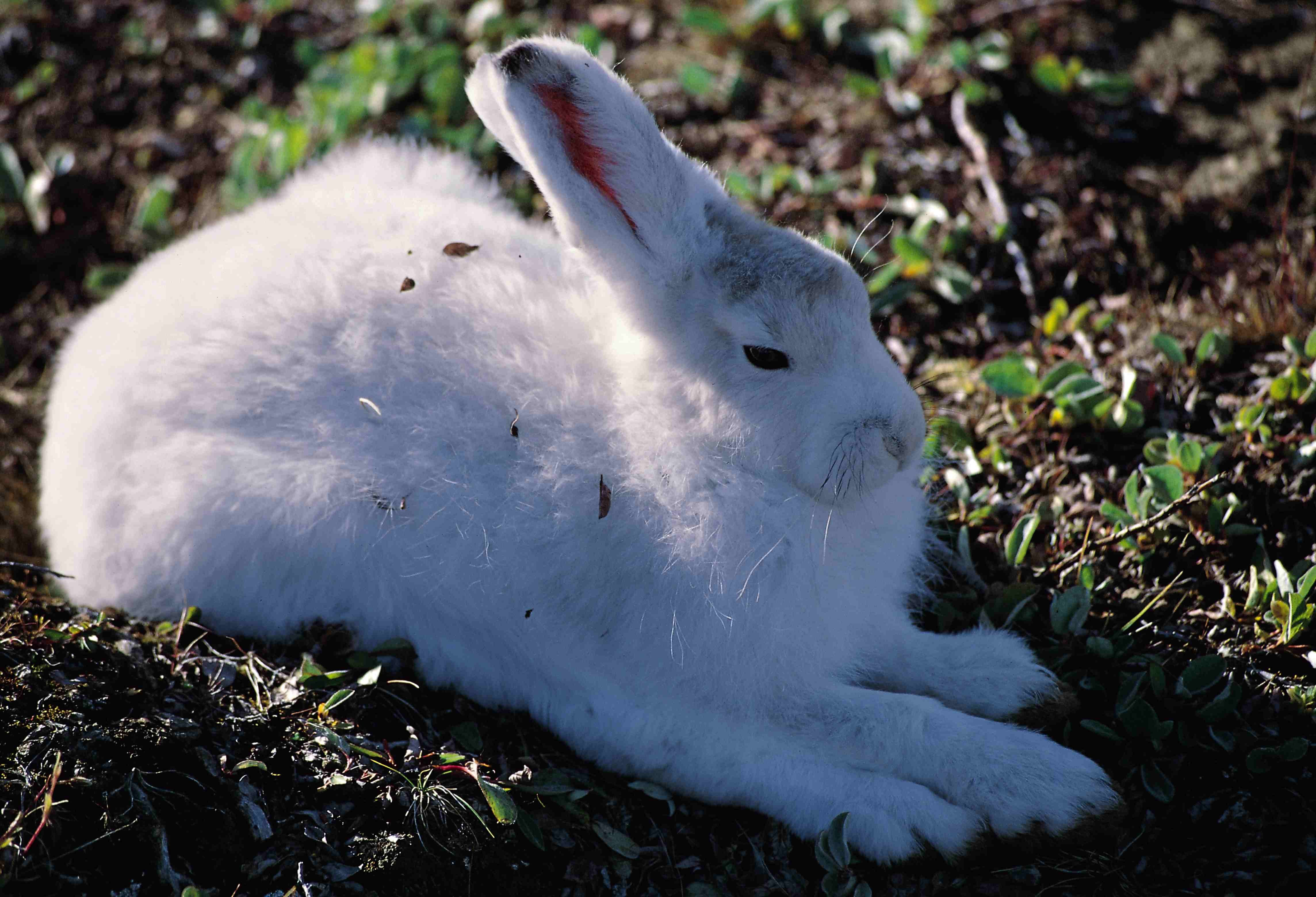
Полярный заяц на Элсмире

Самый большой зелёный оазис — район озера Хейзен. На его берегах в летние месяцы распускается густой ковёр из осоки, стелющихся ив, вересковых полукустарничков и камнеломок.
Животный мир на острове более разнообразен, чем растительный. Здесь встречаются полярные зайцы, мускусные быки, олени-карибу Пири, которые не мигрируют на юг, мельче и более светлого окраса, нежели материковые. На Элсмире, как и на некоторых других канадских арктических островах, обитает мелвильский островной волк (Canis lupus arctos) — подвид обыкновенного волка, отличающийся белым или светло-серым мехом и более мелкими размерами.
На острове в летний период гнездятся многие виды птиц, среди которых белая сова, полярная крачка. Из оседлых птиц встречаются пуночка и тундряная куропатка.
Ввиду скудности растительного покрова и сурового климата вопрос выживания для видов, обитающих здесь, стоит очень остро. Для того, чтобы сохранить хрупкую природу острова, часть его, включая озеро Хейзен, объявили в 1988 году национальным парком.

### Палеонтология
В эоценовой эпохе остров был покрыт густыми широколиственными лесами и являлся одним из самых высокоширотных лесов такого типа за всю историю Земли. На острове были обнаружены ископаемые остатки животных и растений, живших 52—53 миллиона лет назад (палеоцен-эоценовый термический максимум). Найдены самые древние окаменелости птиц в Арктике, относящиеся к роду пресбиорнисы.
Остров сейчас находится всего на несколько градусов севернее, чем находился 50 миллионов лет назад. Климат же в тот период был несравненно мягче и позволял жить на острове даже аллигаторам и черепахам. На острове росли дождевые леса, климат был умеренного типа, средние летние температуры были около 20 градусов тепла, зимой, даже в период полярной ночи, которая на таких широтах длится от 3 до 4 месяцев, температура не опускалась ниже 0 градусов. На острове таким образом сложился уникальный даже для тёплого эоцена биоценоз. Животные, птицы и растения адаптировались выживать в период полной темноты, длившейся четверть года. Корифодоны не мигрировали южнее, а жили круглогодично, что учитывая их размер, наводит на серьёзные размышления о способности в принципе южных животных к адаптации к северным условиям.
Сложность представляла полярная ночь, но как видно из раскопок, при тёплом климате животные и растения успешно решали эту проблему. Корифодоны были аналогом бегемотов, крупными млекопитающими ростом до 1 метра и длиной до 2,5. Они явно не мигрировали с острова на юг, а жили постоянно. В период полярной ночи они питались опавшими листьями, затем переходили на грибы и хвойные породы, а унифицированная для летних и зимних кормов челюсть легко позволяла приспособиться к любому типу питания. Арктические широколиственные леса того периода по своей продуктивности не уступали нынешним лесам на Юго-Востоке США, это болотно-кипарисовые экосистемы.
В эоцене, 52—53 млн лет назад, на острове жили змеи, аллигаторы, девять семейств черепах, 25 родов млекопитающих, птицы.
Гасторнисы — очень крупные птицы, ростом до 1,75 метра и весом до 100 кг.
Пресбиорнисы — род вымерших птиц из отряда гусеобразных. Включает 4 вида из палеоцена — эоцена (66,0—33,9 млн лет назад), живших на территории современных США и Монголии.
Allognathosuchus — вымерший вид аллигаторов, длиной до 1,5 метра.
Триониксы (Trionyx) — трёхкоготные черепахи с мягкими панцирями.
Беноидеи (Baenidae) — вымершее семейство скрытношейных черепах клады Paracryptodira.
Lambdotherium popoagicum — были мелкими безрогими бронтотериями. Череп удлинённый, лицевая часть длиннее мозговой (в этом их отличие от других бронтотериевых)..
Палеотериевые — вымершее семейство млекопитающих. Относившись к отряду непарнокопытных (Perissodactyla), они являлись близкими родственниками семейства лошадиных. Большинство палеотериевых были животными малых размеров. Их наиболее ранние представители достигали высоты в плечах всего 20 см, в то время как более поздние палеотериевые по величине были сопоставимы со свиньями или пони.
Плагиолофус — вымерший род травоядных, весом до 150 кг.
На острове найдены останки самых северных приматоморфов рода Ignacius; это были напоминающие белок существа с глазами по бокам головы и челюстями, приспособленными к твёрдой пище.
На западе острова расположено (78° 33′N 82° 22′W) место палеонтологических находок Beaver Pond («Бобровый Пруд»). Находки — окаменелости организмов возрастом приблизительно 3,5-3,75 млн лет, оставшиеся от биоценоза бореального леса (тайги) эпохи плиоцена; из млекопитающих — медведь Protarctos abstrusus, заяц Hypolagus, бобр Dipoides, псовое Eucyon, верблюды Paracamelus. Из них Protarctos abstrusus, Eucyon и Paracamelus прибыли из Азии. В ту эпоху среднегодовые температуры в североамериканском заполярье были существенно выше, чем сейчас.
Доминирующий вид деревьев в плиоценовой тайге Beaver Pond — ископаемая гренландская лиственница (Larix groenlandii). Из других древесных пород — ольха, берёза, ель, сосна и туя. Количество осадков было значительно и оценивается в 550 мм в год. Фауна имела существенное сходство с восточно-азиатской фауной той же эпохи. Кроме упомянутых, в Beaver Pond найдены окаменелости и других животных, среди которых землеройка Arctisorex polaris, большая росомаха Plesiogulo, куницы Martes, ласки Mustela, барсук Arctomeles sotnikovae, древняя лошадь плезиогиппарион (Plesiohipparion), оленеобразное (Cervoidea) Boreameryx braskerudi.

## История
Несмотря на суровость климата, археологические находки показывают, что фьорды плато Хейзен были обитаемы уже 4000 лет назад. Присутствие на восточном побережье племён, относящихся к дорсетской культуре, продолжалось около двух тысяч лет, прежде чем они исчезли около 1400 года н. э. Протоинуитский народ туле появился в этом регионе около XII в. н. э. Остров также посетила как минимум одна экспедиция гренландских поселенцев. Однако к середине XVIII века остров обезлюдел.
Первыми европейскими исследователями, наблюдавшими остров, стали члены экспедиции Уильяма Баффина и Роберта Байлота в 1616 году. В журнале экспедиции за этот год имеется запись о высадке в районе пролива Джонс, однако неизвестно точно, высаживались ли полярники на Элсмире, Девоне или Коберге.

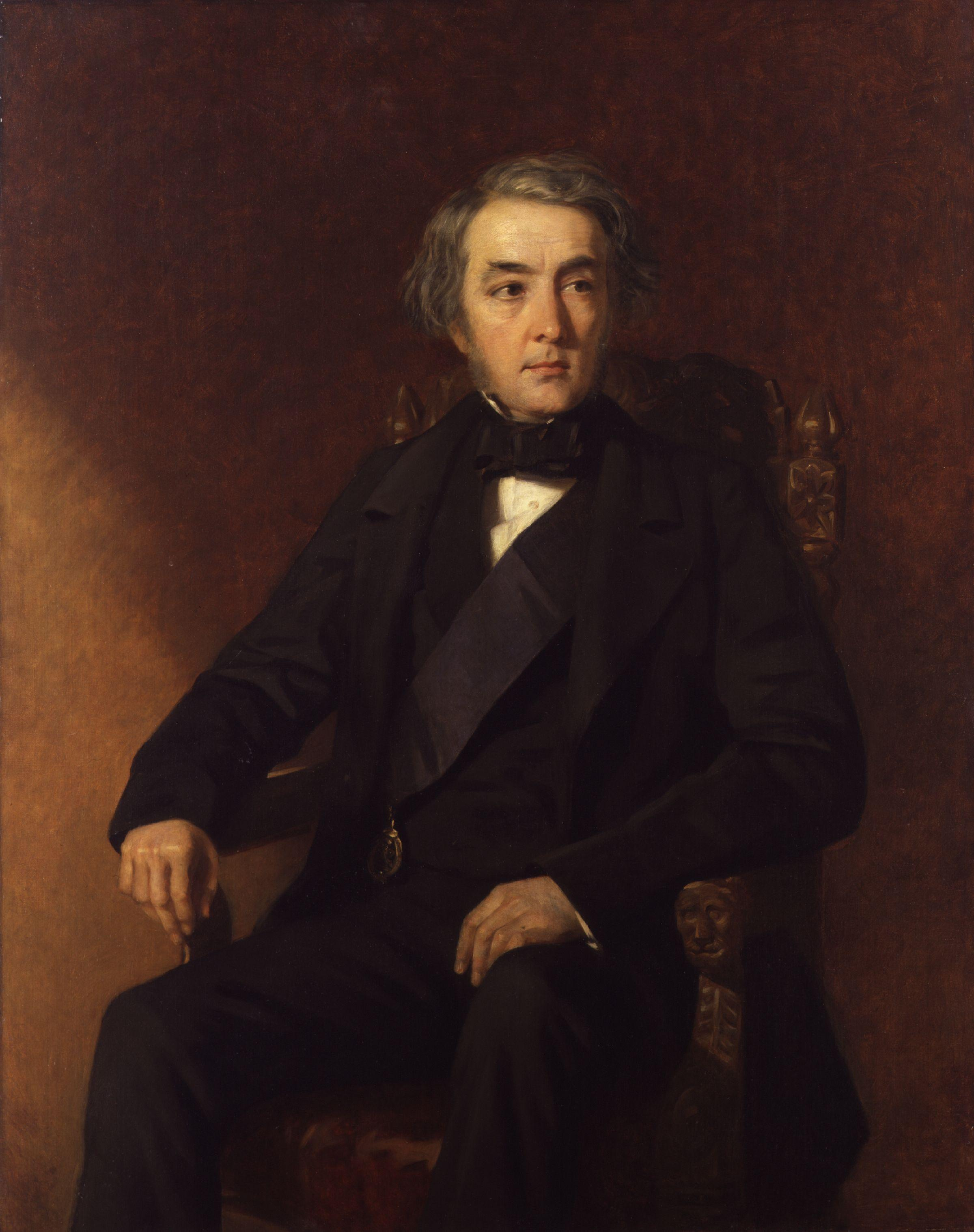
Граф Элсмир, в честь которого назван остров

В 1817 году остров наблюдали экипажи судов Larkins и Elizabeth, занимавшихся разведкой потенциальных китобойных промыслов в районе полыньи Северная вода (англ. North Water polynya), а на следующий год — экспедиция Джона Росса. В 1849 году состоялась первая достоверно документированная высадка на остров — её совершил на южном побережье китобой Джон Гравилл.
В 1852 году остров получил официальное имя Элсмир — это имя ему дал Эдвард Инглфилд в честь президента Королевского географического общества Фрэнсиса Эгертона, 1-го графа Элсмира. Инглфилд, дошедший по проливу Смита до 78°28' с. ш., дал также имена таким береговым объектам острова, как мысы Альберт, Сабин и Виктория-Хед. В 1854 году Илайша Кент Кейн независимо от Инглфилда дал острову имя Гриннелл. Позже это название было закреплено за той частью Элсмира, которую обследовала санная партия членов экспедиции Кейна — Айзека Хейса и Уильяма Годфри, прошедших по суше от мыса Сабин до мыса Фрейзер на широте 79°45'. В 1861 году, по словам Хейса, он достиг широты 81°35', то есть залива Леди Франклин, но современные источники оспаривают эту оценку.
В 1871 году экспедиция Чарльза Френсиса Холла наблюдала Землю Гранта (северную оконечность Элсмира), но высаживаться не стала. Планомерное исследование северной части острова Элсмир начал Джордж Нэрс в ходе арктической экспедиции 1875—1876 годов. Его корабли Alert и Discovery провели зиму соответственно у мыса Шеридан и в заливе Леди Франклин. Санная партия под командованием Пелхэма Олдрича провела картографирование 250 миль (400 км) северного побережья Элсмира, пройдя до мыса Алерт, были обследованы также окрестности залива Леди Франклин, где были открыты Конибер-фьорд и Арчер-фьорд.
Правительство США рассматривало также план создания в заливе Леди Франклин базы для экспедиции к Северному полюсу. Этот план реализован не был, но в рамках мероприятий Международного полярного года в этой части Элсмира была создана американская полярная станция, действовавшая с 1881 по 1883 год под руководством Адольфа Грили. Помимо научных наблюдений, проводимых на самой станции, члены экспедиции Грили предприняли несколько исследовательских вылазок. В ходе одной из них в 1882 году сам Грили открыл озеро Хейзен, а в 1883 году Джеймс Локвуд первым достиг западного побережья Элсмира, где открыл Грили-фьорд. В последний год экспедиции среди её членов начался голод из-за того, что не были пополнены запасы продовольствия, и из общего состава в 26 человек выжили только семеро.
Дальнейшие исследования южного и западного побережья Элсмира предпринял в 1898—1902 годах Отто Свердруп. После зимовки близ мыса Сабин он в 1899 году пересёк остров в западном направлении между заливом Флаглер и Бей-фьордом (этот маршрут, позже использовавшийся многими экспедициями, известен как «перевал Свердрупа»). Одновременно Гуннар Исаксен совершил санный переход через ледовую шапку Принца Уэльского со сторон ледника Лефферта, добравшись до Страткона-фьорда. После этого экспедиция трижды подряд зимовала на южном побережье у пролива Джонс. В 1900 году под руководством Свердрупа санная партия прошла вдоль южного берега острова, продолжив затем путь на север вдоль западного берега вплоть до Грили-фьорда. В том же году ещё два фьорда были обследованы партиями Виктора Бауманна (Бауман-фьорд) и Ивара Фосхейма и Олуфа Ронеса (Каньон-фьорд). На следующий год Свердруп дошёл по западному побережью вплоть до полуострова Клейболт за Грили-фьордом. В период с 1898 по 1909 год много времени на острове провёл Роберт Пири. Однако его вклад в изучение Элсмира, за исключением экспедиции 1906 года вдоль северного и северо-западного побережья, был скромным, так как он рассматривал остров лишь в качестве вероятной базы для похода к полюсу. Тем не менее именно эта экспедиция 1906 года завершила черновое картографирование всей береговой линии Элсмира. В 1908 году остров также пересёк по перевалу Свердрупа Фредерик Кук, направлявшийся к Северному полюсу со стороны Гренландии.
В 1904 году высадившийся у мыса Сабин Альберт Лоу официально провозгласил Элсмир территорией Канады. В 1915 году в ходе экспедиции Макмиллана было проведено детальное картографирование района Грили-фьорда, при котором были открыты ещё два фьорда и горы Осборн. Через два года Макмилланом была предпринята первая сухопутная картографическая экспедиция по юго-восточному побережью Элсмира, от мыса Сабин до Кларенс-Хеда.
В 1922 году на побережье пролива Джонс был основан пост Королевской канадской конной полиции, позднее превратившися в посёлок Крейг-Харбор. Пост в Крейг-Харборе действовал с промежутками до 1956 года, когда его сменил пост Грис-Фьорд. Ещё один пост, Баш-Пенинсула, действовал в 1926 по 1933 год в заливе Флаглер, пресекая вылазки инуитских охотников из Северной Гренландии: эти охотники промышляли овцебыков, находящихся в Канаде под охраной закона с 1917 года. В 1953 году напротив бывшего поста Баш-Пенинсула начал работу пост Александра-фьорд.

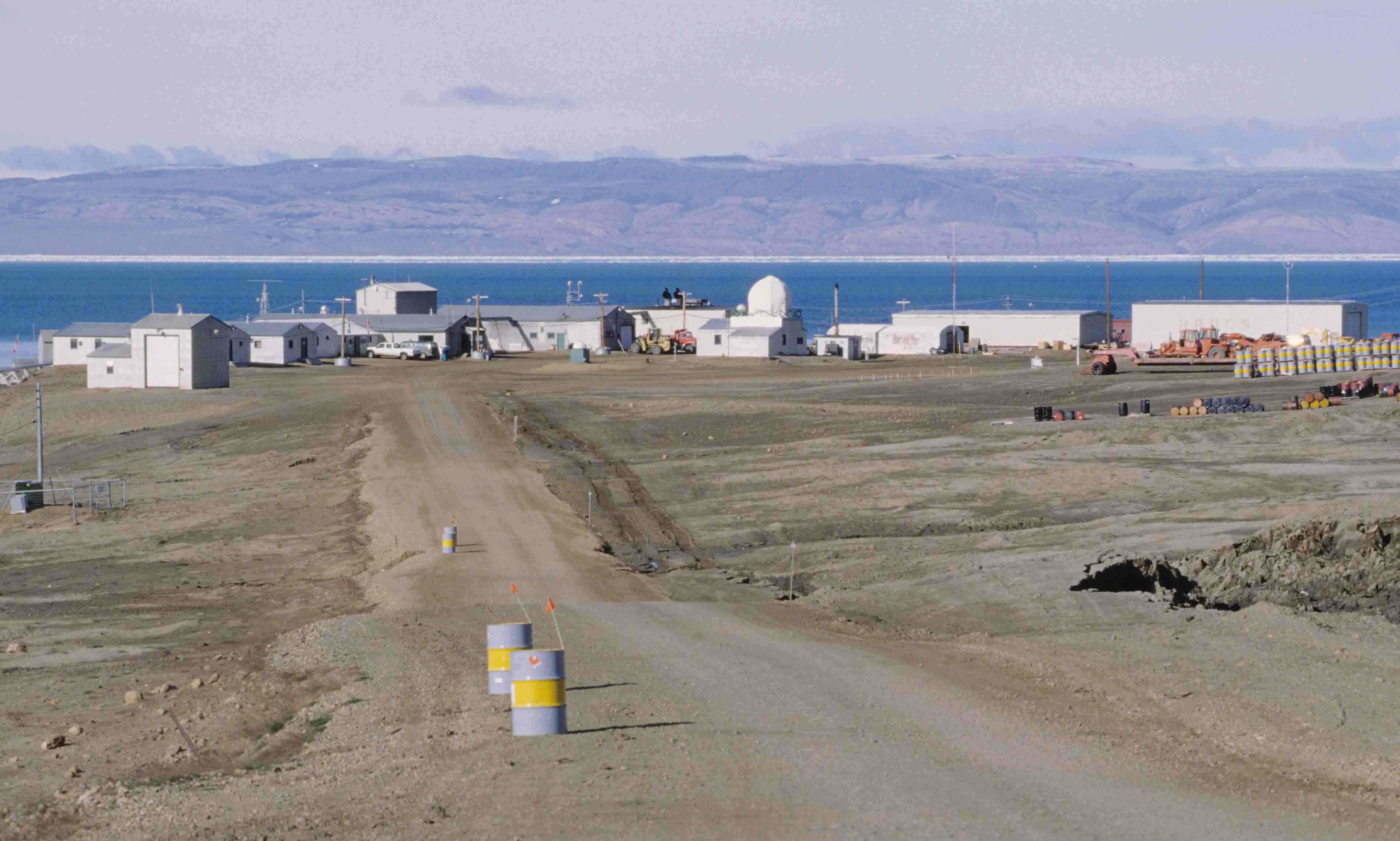
Метеостанция Юрика

Изучение внутренних районов северной части острова продолжила в 1934—1935 годах экспедиция Оксфордского университета во главе с Ноэлем Хамфрисом. Члены этой экспедиции совершили первое восхождение на гору Оксфорд (2210 м над уровнем моря) северо-западнее озера Хейзен. Картографическую съёмку во второй половине 1930-х годов продолжили ещё одна британская и датская экспедиции, исследовавшие соответственно юго-восток и запад Элсмира. В 1947 и 1950 годах на острове начали работу метеорологические станции Юрика и Алерт (соответственно в Танкуэри-фьорде и на мысе Шеридан). Благодаря наличию оборудованных взлётно-посадочных полос они в дальнейшем служили базами для многочисленных арктических экспедиций.

## Население
Несмотря на огромную территорию, на Элсмире есть только три постоянных населённых пункта — Алерт (самый северный на Земле населённый пункт с постоянным населением), научная станция Юрика и поселение на южном берегу острова Грис-Фьорд, в котором живёт подавляющая часть населения острова. Население инуитского посёлка Грис-Фьорд по данным переписи населения 2016 года составляло 129 человек, практически не изменившись с 2011 года. На станции Юрика по данным того же года обычно проживают единовременно 8 человек, персонал регулярно меняется. Персонал военной базы Алерт, в дни холодной войны превышавший 300 человек, во втором десятилетии XXI века составляет меньше 80.